# امیلیانووکا
امیلیانووکا (به لهستانی:  Emilianówka) یک روستا در لهستان است که در گمینا دومانگتسه واقع شده‌است.